# Israel Open 2009
L'Israel Open 2009 è stato un torneo professionistico di tennis maschile giocato sul cemento, che faceva parte dell'ATP Challenger Tour 2009. Si è giocato a Ramat HaSharon in Israele dal 5 al 10 maggio 2009.

## Partecipanti

### Teste di serie
| Nazionalità   | Giocatore       | Ranking* | Testa di serie |
| ------------- | --------------- | -------- | -------------- |
| Israele       | Dudi Sela       | 56       | 1              |
| Taipei cinese | Lu Yen-hsun     | 62       | 2              |
| Stati Uniti   | Bobby Reynolds  | 93       | 3              |
| Germania      | Michael Berrer  | 111      | 4              |
| Brasile       | Thiago Alves    | 120      | 5              |
| Germania      | Benjamin Becker | 126      | 6              |
| Francia       | Nicolas Mahut   | 137      | 7              |
| Russia        | Michail Elgin   | 138      | 8              |

- Ranking al 20 aprile 2010.

### Altri partecipanti
Giocatori che hanno ricevuto una wild card:
- Grigor Dimitrov
- Amir Hadad
- Almog Mashiach
- Noam Okun

Giocatori passati dalle qualificazioni:
- Pierre-Ludovic Duclos
- Chris Eaton
- Evgenij Kirillov
- Sebastian Rieschick

## Campioni

### Singolare
Lu Yen-hsun ha battuto in finale  Benjamin Becker che si è ritirato sul punteggio di 6–3, 3–1.

### Doppio
George Bastl /  Chris Guccione hanno battuto in finale  Jonathan Erlich /  Andy Ram con il punteggio di 7–5, 7–6(6).